# Володимирський повіт (1795—1920)
Володимирський (Володимир-Волинський) повіт — історична адміністративно-територіальна одиниця на українських землях, що входили до складу Російської імперії, Української Держави та УСРР. Повітовий центр — місто Володимир.

## Царські часи
Утворений у 1795 році у складі Волинського намісництва, з 1796 — у складі Волинської губернії.
Повіт був розташований в західній частині губернії і на заході межував з Австро-Угорщиною, на сході з Ковельським, Луцьким і Дубенським повітами Волинської губернії. Займав площу 5695,8 верст² (близько 6 440 км²).
Згідно з переписом населення Російської імперії 1897 року в повіті проживало 277 265 чоловік. З них 72,09 % — українці, 10,42 % — євреї, 8,38 % — поляки, 5,68 % — німці, 2,76 % — росіяни, 0,59 % — чехи.
У адміністративному відношенні повіт на 1885 рік розділявся на 33 волості, в яких було 337 сільських общин. Наприкінці ХІХ ст. ряд волостей було ліквідовано, тому на 1906 рік у повіті було 22 волості. Повітове місто власної волості не мало.
|    | назва                           | центр                    | містечка (14)         |
| -- | ------------------------------- | ------------------------ | --------------------- |
|    |                                 | м. Володимир             |                       |
| 1  | Бранська волость                | с. Брани                 | Дружкопіль            |
| 2  | Бережецька волость              | с. Бережці               |                       |
| 3  | Вербська волость                | с. Верба                 |                       |
| 4  | Головенська волость             | с. Головне               |                       |
| 5  | Грибовицька волость             | с. Грибовиця             |                       |
| 6  | Гущанська волость               | с. Гуща                  | Опалин                |
| 7  | Згорянська волость              | с. Згорани               |                       |
| 8  | Киселинська волость             | м. Киселин               | Киселин, Оздютичі     |
| 9  | Коритницька волость             | м. Коритниця             | Времби, Коритниця     |
| 10 | Крименська волость              | с. Кримно                |                       |
| 11 | Любомльська волость             | м. Любомль               | Любомль               |
| 12 | Микулицька волость              | с. Микуличі              |                       |
| 13 | Новодвірська волость            | с. Новий Двір            | Озеряни               |
| 14 | Олеська волость                 | с. Олеськ                |                       |
| 15 | Підберезська волость            | с. Підбереззя            |                       |
| 16 | Порицька волость                | м. Порицьк               | Порицьк, Милятин      |
| 17 | Пульменська волость             | с. Пульмо                |                       |
| 18 | Романівська (Свинюська) волость | м. Романівське (Свинюхи) | Романівське (Свинюхи) |
| 19 | Скобелецька волость             | с. Скобелка              | Горохів               |
| 20 | Хорівська волость               | с. Хорів                 | Локачі                |
| 21 | Хотячівська волость             | с. Хотячів               | Устилуг               |
| 22 | Шацька волость                  | с. Шацьк                 |                       |